# Park prirode Dinara
Park prirode Dinara dvanaesti je park prirode Hrvatske. Površina iznosi 63.052 hektara (630,52 km2), a nalazi se na području Splitsko-dalmatinske županije i Šibensko-kninske županije. Drugi je najveći hrvatski park prirode (najveći je Park prirode Velebit).

## Područje
U sastavu Parka priroda Dinare su masiv Dinare (vrhovi: Dinara (Sinjal), Troglav i Kamešnica), izvorišni dio i gornji tok rijeke Cetine, izvor rijeke Krke, rječica Krčić, te krška polja uz Cetinu: – Hrvatačko, Paško i Vrličko polje.

## Povijest
Dana 22. svibnja 2020. u Kninu je održano javno izlaganje u sklopu javnoga uvida u Zakon o proglašavanju Parka prirode „Dinara“. Na izlaganju prisustvovali su ministar zaštite okoliša i energetike Tomislav Ćorić, šibensko-kninski župan Goran Pauk, splitsko-dalmatinski župan Blaženko Boban, gradonačelnik Knina Marko Jelić te građani, predstavnici nevladinih organizacija i ostala zainteresirana javnost.
Dana 5. veljače 2021. donošenjem Zakona o proglašenju Parka prirode Dinara, Hrvatski sabor utemeljio je najnovije zaštićeno područje. Petnaest dana kasnije Dinara je službeno postala park prirode.

## Bioraznolikost
Dinarski je krš međunarodno prepoznat fenomen koji obuhvaća puno šire područje, a upravo je po Dinari kao tipskome lokalitetu dobio i ime. To je najvrjednija prirodna cjelina krša u svijetu, s naslagama debljima od osam kilometara te s izrazito razvijenima krškima poljima koja sadržavaju sve krške pojave.
Područje Dinare izrazito je bogato endemičnima i ugroženima vrstama. Obitavalište je više od 1000 biljnih vrsta (petina ukupne hrvatske flore), od toga 75 nacionalnih endema. Poznato je više od 20 endemskih vrsta životinja, a od toga i jedan sisavac – dinarski voluhar (Dinaromys bogdanovi). Na Dinari se nalazi i najviši vrh Republike Hrvatske – Dinara, još poznat pod nazivom Sinjal (1831 metara). Na području Parka prirode Dinara nalazi se 11 područja ekološke mreže (2 područja za ptice i 9 za vrste i staništa) tako da je 87 % područja Parka prirode „Dinara“ ujedno i područje ekološke mreže Natura 2000. Visoki dinarski travnjaci (rudine) najvažnije su stanište endemskog planinskog žutokruga (Vipera ursinii macrops) Hrvatskoj.

## Galerija
- Kanjon Krčića
- Slap Krčić
- Rijeka Krka blizu izvora
- Središnji dio Dinare zimi

- Veliko vrilo – izvor rijeke Cetine
- Crkva sv. Spasa na vrelu Cetine
- Divlja Cetina kod Vrlike
- Pogled na Dinaru sa stare ceste kod Polače

## Vanjske poveznice
- [neaktivna poveznica]